# Yuri Rose
Yuri Alexander Rose (Purmerend, 8 mei 1979) is een Nederlands voormalig profvoetballer en huidig voetbaltrainer. 

## Loopbaan
Hij begon zijn profcarrière in het seizoen 1997/98 bij FC Volendam. 
Na twee jaar Heracles Almelo maakte hij in 2004 samen met trainer Gertjan Verbeek de overstap naar sc Heerenveen. Na een teleurstellend seizoen met veel invalbeurten vertrok Rose in de zomer van 2005 naar het toen net naar de Eredivisie gepromoveerde Sparta Rotterdam. Na vier jaar Sparta ging hij aan de gang bij De Graafschap waar hij als middenvelder kwam te spelen. Het eerste jaar werd hij gehuurd van Sparta, daarna kreeg hij automatisch een contract voor twee seizoenen bij De Graafschap.
Op 23 mei 2012 werd bekend dat de samenwerking tussen Rose en De Graafschap per direct werd beëindigd. Rose speelde sinds 2009 voor De Graafschap. Hij kwam tot 91 wedstrijden voor De Graafschap en scoorde 17 keer.
Vervolgens nam het in de Eerste Divisie spelende SC Cambuur hem over en tekende hij daar een contract voor twee seizoenen. Rose beëindigde na afloop van het seizoen van 2012/13 zijn professionele carrière. In zijn allerlaatste wedstrijd als betaald voetballer werd hij met SC Cambuur kampioen van de Eerste Divisie, door Excelsior met 0-2 te verslaan.
Na het beëindigen van zijn professionele carrière ging Yuri Rose spelen bij de amateurs van Ajax. Met dit team promoveerde hij in het seizoen 2013/14 naar de Topklasse. Tijdens Het Gala van het Amsterdamsche Voetbal werd Yuri Rose uitgeroepen tot speler van het jaar 2014. Vanaf juli 2018 tot medio 2020 was Rose hoofdtrainer van Ajax (amateurs). Rose werd jeugdtrainer bij Ajax van o.a. de -17 en is vanaf het seizoen 2023/2024 is Rose assistent trainer van Jong Ajax. 

## Clubstatistieken
| Seizoen   | Club             | Wedstrijd* | Doelpunten |
| --------- | ---------------- | ---------- | ---------- |
| 1997-1998 | FC Volendam      | 5          | 0          |
| 1998-1999 | FC Volendam      | 17         | 4          |
| 1999-2000 | FC Volendam      | 29         | 7          |
| 2000-2001 | FC Volendam      | 28         | 10         |
| 2001-2002 | FC Volendam      | 16         | 2          |
| 2002-2003 | Heracles Almelo  | 33         | 13         |
| 2003-2004 | Heracles almelo  | 35         | 23         |
| 2004-2005 | sc Heerenveen    | 19         | 3          |
| 2005-2006 | Sparta Rotterdam | 32         | 5          |
| 2006-2007 | Sparta Rotterdam | 26         | 4          |
| 2007-2008 | Sparta Rotterdam | 25         | 8          |
| 2008-2009 | Sparta Rotterdam | 30         | 4          |
| 2009-2010 | Sparta Rotterdam | 1          | 0          |
| 2009-2010 | De Graafschap    | 30         | 13         |
| 2010-2011 | De Graafschap    | 32         | 1          |
| 2011-2012 | De Graafschap    | 29         | 3          |
| 2012-2013 | SC Cambuur       | 19         | 0          |
| 2014-2015 | Ajax (amateurs)  | 24         | 8          |
| 2015-2016 | AFC              | 1          | 0          |
| Totaal    | Totaal           | 431        | 108        |

- Enkel competitiewedstrijden

## Erelijst
| Competitie              |            |            |            |            |
| Competitie              | Aantal     | Jaren      |            |            |
| SC Cambuur              | SC Cambuur | SC Cambuur | SC Cambuur | SC Cambuur |
| ----------------------- | ---------- | ---------- | ---------- | ---------- |
| Eerste divisie          | 1x         | 2012/13    |            |            |
| Ajax (amateurs)         |            |            |            |            |
| Promotie naar Topklasse | 1x         | 2013/14    |            |            |

Beekman ·
Boerhout ·
Bounida ·
Bouwman ·
Brandes ·
Butera ·
Chahid ·
Chourak ·
El Hani ·
Faberski ·
Janse ·
Jermoumi ·
Jetten ·
Johnson ·
Kalokoh ·
Konadu ·
Van der Lans ·
Messori ·
Mokio ·
O'Niel ·
Oldenstam ·
Van de Pavert ·
Reverson ·
Setford ·
Speksnijder ·
Steur ·
Ugwu ·
Ünüvar ·
Verkuijl ·
Verschuren  ·
Vink ·
Wolff ·
Coach: Peereboom
· Assistent-coach: Emanuelson
· Assistent-coach: Rose
· Keeperstrainer: Postma